# Krásný Buk
Krásný Buk (německy Schönbüchel) je vesnice, část města Krásná Lípa v okrese Děčín. Centrum se nacházelo asi 1,5 km na severozápad od Krásné Lípy, s městem jej zcela spojuje souvislá řada staveb. Prochází tudy silnice II/265. Je zde evidováno 72 adres. V roce 2011 zde trvale žilo 73 obyvatel.
Krásný Buk leží v katastrálním území Krásný Buk o výměře 2,21 km².

## Historie
První písemná zmínka o obci pochází z roku 1485.
Sídlila zde pletárna bavlněného prádla Gustav Jäger, jejímž majitelem byl Gustav Adolf Jäger (1851–1927) a jeho stejnojmenný syn (1878–1954) a po nichž nesou pánské podvlékačky lidový název jégrovky.
Do poloviny 20. století tvořili obyvatelstvo obce čeští Němci. Po druhé světové válce byli němečtí starousedlíci vysídleni a obec se takřka úplně vylidnila.

## Obyvatelstvo
|                                                                      | 1869 | 1880 | 1890 | 1900 | 1910 | 1921 | 1930 | 1950 | 1961 | 1970 | 1980 | 1991 | 2001 | 2011 |
| -------------------------------------------------------------------- | ---- | ---- | ---- | ---- | ---- | ---- | ---- | ---- | ---- | ---- | ---- | ---- | ---- | ---- |
| Obyvatelé                                                            | 580  | 517  | 583  | 578  | 584  | 485  | 508  | 301  | 222  | 166  | 140  | 57   | 93   | 73   |
| Domy                                                                 | 74   | 77   | 77   | 82   | 81   | 82   | 89   | 95   | .    | 35   | 28   | 33   | 38   | 39   |
| Počet domů z roku 1961 je zahrnut v domech místní části Krásná Lípa. |      |      |      |      |      |      |      |      |      |      |      |      |      |      |

V obci se narodil česko-americký hudební skladatel Antonín Filip Heinrich (1781–1861).

## Pamětihodnosti
- Zřícenina hradu Krásný Buk stojí nad pravým břehem říčky Křinice[8]

- Přes tuto část města podél hlavní Kyjovské ulice vede okružní Köglerova naučná stezka[9] a zasahuje sem Ptačí oblast Labské pískovce.